# سكاذي

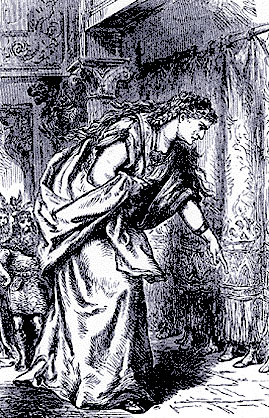
سكادي وهي تختار زوج من الألهة (حسب معتقدهم) من خلال النظر اٍلى أقدامهم

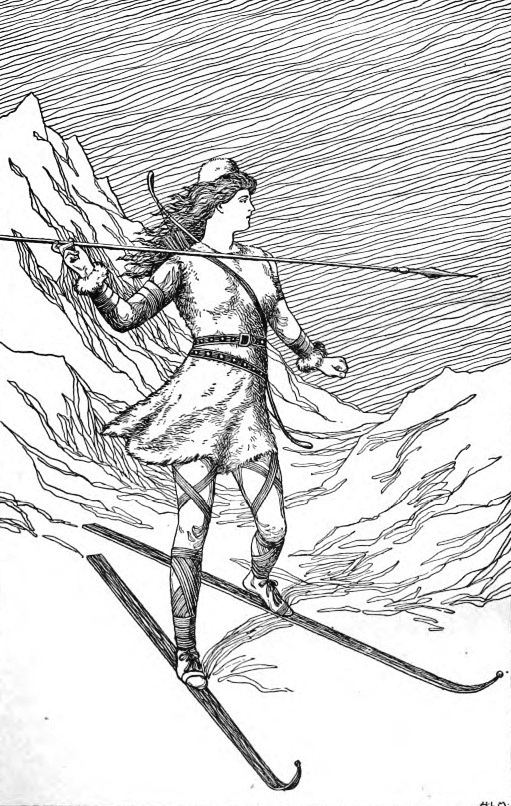
سكادي تصطاد في الجبال (1901) بريشة شخص وقع اسمه H. L. M.

سكاذي Skaði هي شخصية في الأساطير الإسكندنافية، وهي إلهم من اليوتن والآسر مرتبطة بالصيد والتزلج والشتاء والجبال. تظهر سكاذي في قصائد إدا الشعرية التي تم جمعها في القرن الثالث عشر من مصادر شعبية سابقة؛ وفي إدا النثرية وفي هايمشرينغلا التي كتبت في القرن الثالث عشر بقلم سنوري سترلسون وفي أعمال سكالد.
تظهر سكادي في جميع المصادر بأنها ابنة الإله ثيازي المتوفى، وأنها تزوجت الإله نيورد كتعويض من الآلهة لقتلها والدها. يروى عن سكاذي في هايمشرينغلا بأنها انفصلت عن نيورذور وتزوجت بعد ذلك من الإله أودين وأنهما أنجبا العديد من الأطفال معا. وفي كل من إدا الشعرية وإدا النثرية، فإن سكاذي هي المسؤولة عن وضع الثعبان الذي يقطر السم على لوكي المقيد. يشار إلى سكادي بأسماء إلهة التزلج Öndurguð وروح التزلج Öndurdís.
أصل كلمة سكاكي غير مؤكد، ولكن قد تكون مرتبطة بالشكل الأصلي لاسم اسكندنافيا. تشير بعض أسماء الأماكن في الدول الاسكندنافية إلى سكاذي. يرى الباحثون علاقة محتملة بين سكاذي والإله أولر (الذي يرتبط أيضًا بالتزلج)، ويرون أيضا علاقة خاصة مع لوكي، وأن إسكندنافيا قد تكون ذات صلة باسم سكاذي (الذي يُحتمل أنه يعني «جزيرة سكاذى») أو أن الاسم قد يكون متصلاً الكلمة النوردية القديمة بمعنى «ضرر». شكلت سكاذي مصدر وحى في مختلف الأعمال الفنية.

## أصل الاسم
قد يكون الاسم النوردي القديم Skaði، إلى جانب الأسماء الجغرافية اسكاندنافيا وسكانيا، مرتبطًا بالكلمة القوطية skadus، والكلمة الإنجليزية القديمة شادو sceadu، والألمانية العليا القديمة scato (بمعنى ظل أو 'shadow' بالإنجليزية). ويعلق الباحث جون ماكينيل بأن هذا الأصل يشير إلى أن سكاذي ربما كان يومًا ما تجسيدًا للمنطقة الجغرافية للدول الإسكندنافية أو المرتبطة بالعالم السفلي.
يختلف الباحث جورج دوميزيل مع فكرة أن سكاندنافيا تعني «جزيرة الإلهة سكاذي». يعلق دوميزيل على أن العنصر الأول «سكادن» له علاقة «بالظلمة» أو شيء من هذا القبيل. يقول دوميزيل إن الاسم سكاذي مشتق من اسم المنطقة الجغرافية لا العكس. وفي هذا الصدد، يشير دوميزيل إلى التوازي في اسم إيريو، وهي الإلهة التي تجسد أيرلندا وتظهر في بعض النصوص الأيرلندية، بأن اسمها يأتي من أيرلندا لا العكس.
كما قد يكون اسم سكاذي مرتبطًا بكلمة skaði في النوردية القديمة وتعني «الأذى»، حيث توجد هذه الكلمة بهذا المعنى في النصوص الآيسلندية والفاروية وتشابه كلمة إنجليزية لم تعد تستعمل كثيرا، وهي scathe.